# Вајтс Сити (Њу Мексико)
Вајтс Сити (енгл. Whites City) насељено је место без административног статуса у америчкој савезној држави Њу Мексико.

## Демографија
По попису из 2010. године број становника је 7.
| Група             | 2000.    | 2010.     |
| Белци             | 0 (0,0%) | 2 (28,6%) |
| Афроамериканци    | 0 (0,0%) | 0 (0,0%)  |
| Азијати           | 0 (0,0%) | 0 (0,0%)  |
| Хиспаноамериканци | 0 (0,0%) | 5 (71,4%) |
| Укупно            | 0        | 7         |